# Luc Leblanc
Luc Leblanc (født 4. august 1966 i Limoges) er en tidligere landevejscykelrytter fra Frankrig. Han er mest kendt for sit VM-guld i landevejsløb i 1994, men han havde også andre store sejre som to etapesejre i Tour de France (hvor han også har en fjerde, femte og sjetteplads sammenlagt) og bjergtrøjen i Vuelta a España.